# Hieronim Radomicki
Hieronim Radomicki (Rudomicki) herbu Kotwicz (ur. 1596, zm. 30 marca 1652 w Żerkowie) – kasztelan krzywiński, wojewoda inowrocławski, poseł na sejmy.
Syn Jana i Zofii Ossowskiej córki pisarza ziemskiego wschowskiego. Działalność polityczną rozpoczął 1620; sejmik średzki 20 września obrał go po raz pierwszy posłem na sejm. Poseł na sejm 1620 roku z województwa poznańskiego i kaliskiego. 31 sierpnia 1621 otrzymał starostwo wschowskie. W 1626 został kasztelanem krzywińskim oraz posłował na sejm toruński z województwa poznańskiego i kaliskiego. Wchodził w skład powołanej podczas sejmu komisji, mającej przygotować projekt reformy obrony państwa. 7 stycznia 1631 z protekcji Łukasza Opalińskiego młodszego otrzymał nominację na województwo inowrocławskie. Był posłem na sejm elekcyjny w 1632 i koronacyjny 1633, po sejmie 1635 uczestniczył 19 marca w tajnej radzie senatu, poświęconej omówieniu planów małżeńskich króla. Podczas sejmu 1637 jak większość senatorów, doradzał poślubienie Cecylii Renaty, córki cesarza Ferdynanda II. W sejmie 1638 wszedł do komisji powołanej w celu załatwienia sporów granicznych między Wielkopolską a Śląskiem, Marchią Brandenburską i Pomorzem Zachodnim. Pracę w tejże komisji zlecił mu sejm w 1641. W 1635  nabył miasto Żerków, które uczynił główną siedzibą rodu. Pod koniec życia zgromadził w swym ręku 50 wsi, stając się jednym z bogatszych magnatów wielkopolskich. Oprócz starostwa wschowskiego, które scedował najpierw synowi Marcinowi, a po jego śmierci zrzekł się go w 1646 na rzecz Wojciecha Gajewskiego, dworzanina królewskiego, trzymał niegrodowe starostwo mosińskie: miasteczko Mosinę z przyległymi wsiami. W 1641 roku wyznaczony został senatorem rezydentem. Zmarł w Żerkowie, pochowany został w tamtejszym kościele Św. Stanisława.
Był trzykrotnie żonaty. Z pierwszą żoną  poślubioną 8 czerwca 1613 Zofią Ujejską miał synów: Marcina uczestnika walk z Turkami, Kazimierza Władysława, kasztelana kaliskiego oraz córkę Barbarę. Drugą żoną była Katarzyna z Sobieskich (zm. 1633), trzecią (od 1636) – Barbara Kretkowska (zm. 1666), wdowa po Hieronimie Rozdrażewskim, kasztelanie międzyrzeckim.